# Honda XR 600R
 (juin 2023).
La mise en forme du texte ne suit pas les recommandations de Wikipédia : il faut le « wikifier ».
Les points d'amélioration suivants sont les cas les plus fréquents :
- Les titres sont pré-formatés par le logiciel. Ils ne sont ni en capitales, ni en gras.
- Le texte ne doit pas être écrit en capitales (les noms de famille non plus), ni en gras, ni en italique, ni en « petit »…
- Le gras n'est utilisé que pour surligner le titre de l'article dans l'introduction, une seule fois.
- L'italique est rarement utilisé : mots en langue étrangère, titres d'œuvres, noms de bateaux, etc.
- Les citations ne sont pas en italique mais en corps de texte normal. Elles sont entourées par des guillemets français : « et ».
- Les listes à puces sont à éviter, des paragraphes rédigés étant largement préférés. Les tableaux sont à réserver à la présentation de données structurées (résultats, etc.).
- Les appels de note de bas de page (petits chiffres en exposant, introduits par l'outil «  Source ») sont à placer entre la fin de phrase et le point final[comme ça].
- Les liens internes (vers d'autres articles de Wikipédia) sont à choisir avec parcimonie. Créez des liens vers des articles approfondissant le sujet. Les termes génériques sans rapport avec le sujet sont à éviter, ainsi que les répétitions de liens vers un même terme.
- Les liens externes sont à placer uniquement dans une section « Liens externes », à la fin de l'article. Ces liens sont à choisir avec parcimonie suivant les règles définies. Si un lien sert de source à l'article, son insertion dans le texte est à faire par les notes de bas de page.
- La présentation des références doit suivre les conventions bibliographiques. Il est recommandé d'utiliser les modèles {{Ouvrage}}, {{Chapitre}}, {{Article}}, {{Lien web}} et/ou {{Bibliographie}}. Le mode d'édition visuel peut mettre en forme automatiquement les références.
- Insérer une infobox (cadre d'informations à droite) n'est pas obligatoire pour parachever la mise en page.

Pour une aide détaillée, merci de consulter Aide:Wikification.
Si vous pensez que ces points ont été résolus, vous pouvez retirer ce bandeau et améliorer la mise en forme d'un autre article.

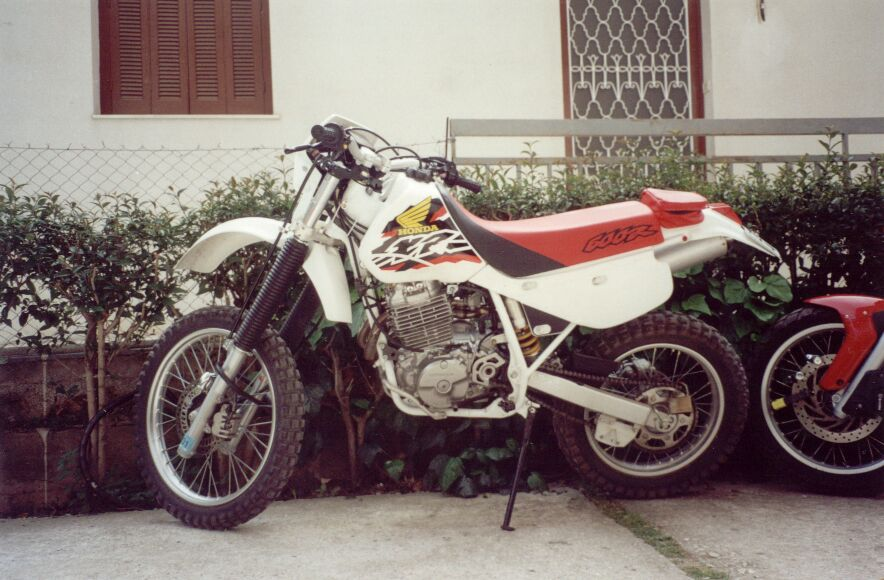
Honda XR600 2000

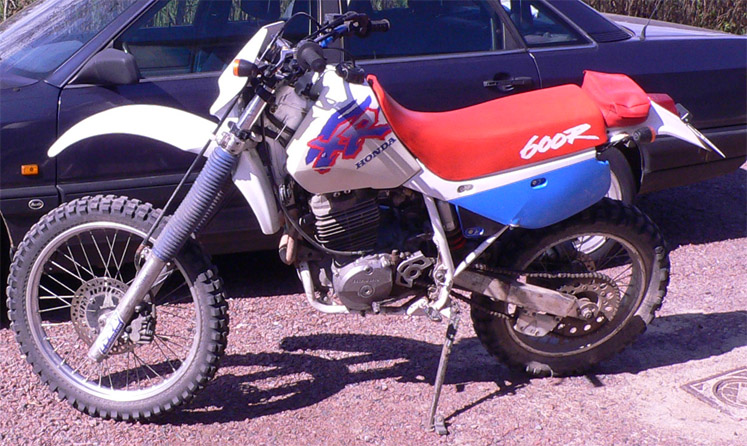
Honda XR600R 1993

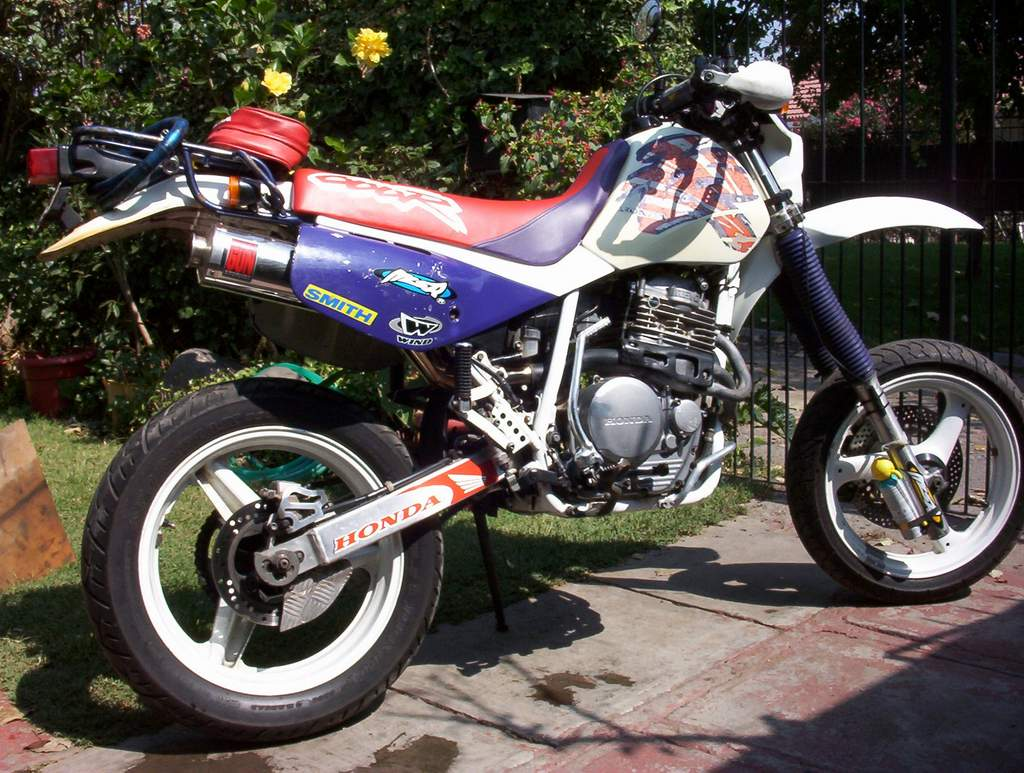
XR600R 1995 "supermotard"

La Honda XR600R est une moto tout-terrain avec un moteur monocylindre à quatre temps refroidi par air. La moto a été fabriquée par Honda de 1985 à 2000 et fait partie de la série Honda XR. Le modèle XR650L actuellement disponible est similaire au XR600R avec un moteur de plus grande cylindrée mais une compression plus faible et moins de puissance. La XR600R a été remplacée par la XR650R avec un moteur de 649cc refroidi par liquide et un cadre en aluminium. L'architecture moteur du XR600 a par contre été conservé pour sa descendante directe la XR650 L encore produite de nos jours 
La cylindrée du moteur est de 591 cc avec quatre soupapes placées dans une disposition radiale RFVC (Radial Four Valve Combustion) avec un seul arbre à cames. Il dispose d’un système de lubrification à carter sec. Le moteur a une compression de 9.0:1 avec un alésage de 97 × 80 mm. Le moteur est alimenté par un carburateur de 39 mm. La suspension avant est gérée par deux fourches conventionnelles à cartouche de 43 mm avec réglage de la compression et du rebond, et à l’arrière se trouve un amortisseur unique Prolink avec réglage de la précharge, de la compression et du rebond. La moto a une transmission à cinq vitesses et démarre au kick.

## XR600R Spécifications
| Type de moteur   | Monocylindre refroidi par air, 4 temps, SOHC, 4 soupapes                                                  |
| Alimentation     | Keihin PD8-AF, Ø39 mm (de 85 à 87 2 carburateurs de 28mm)                                                 |
| Cylindrée        | 591 cc |
| Alésage          | 97.0 mm × 80.0 mm                                                                                         |
| Réservoir        | Environ 12 Litres dont environ 4 Litres de réserve                                                        |
| Huile            | 2.3 L |
| Empatement       | 1455 mm (57.3 in)                                                                                         |
| Longueur         | 2160 mm (85.0 in)                                                                                         |
| Largeur          | 900 mm (35.5 in.)                                                                                         |
| Hauteur          | 1215 mm (47.8 in)                                                                                         |
| Hauteur de selle | 955 mm (31 to 371⁄2 in) depending on year and model                                                       |
| Garde au sol     | 345 mm (13.6 in)                                                                                          |
| Pneumatiques     | Avant: 21 in 80/100; Arrière: 18 in 110/100 (les modèles jusqu'à 87 avait des roues en 17" )              |
| Freins           | Avant: 1 disque, etrier double piston ; Arrière: Tambour jusqu'en90, puis 1 disque, etrier simple piston. |
| Poids            | 121 kg (267 lb)                                                                                           |